# Factor Xs
El Factor Xs fue un show de televisión colombiano, cuyo propósito general se basa en encontrar talentos jóvenes en la industria del canto y la música. Este formato es la primera adaptación infantil del exitoso programa británico The X Factor.
Se estrenó en el año 2006, luego del final de la segunda temporada de El Factor X en Colombia. Hasta la actualidad, se han emitido tres ediciones. El concurso es producido por Teleset y emitido por el Canal RCN.
Durante la primera edición, el panel de jurados estuvo integrado por José Gaviria, Marbelle y Juan Carlos Coronel. A su vez, la conducción principal corrió por cuenta de Andrea Serna, con los comentarios en backstage de Cony Camelo. Para la segunda temporada, el cantante dominicano Wilfrido Vargas reemplazó a Coronel; no obstante, éste regresaría nuevamente para filmar la tercera versión en el año 2011.
Ha habido tres triunfadores en la historia del concurso: Andrés Hurtado, Camilo Echeverry y Shaira Peláez. Los ganadores reciben múltiples premios: un instrumento musical, una beca para estudiar canto, una bicicleta, un computador portátil, un viaje cultural en compañía de su familia y la posibilidad de grabar un CD con RCN Music.
El Factor Xs es uno de los shows de talento infantil más exitosos en el país, contando con buenos niveles de rating durante todas sus emisiones. Tanto así, que cada una de las temporadas transmitidas hasta el momento ha logrado ubicarse, por lo menos, en el Top 12 de los programas más vistos en sus respectivos años.

## Historia
El programa nació gracias a la idea de los productores de El Factor X de vincular a niños de entre 8 y 15 años para mostrar su talento a los colombianos, teniendo en cuenta que la versión de adultos gozó de buena recepción por parte de los televidentes.
La primera edición fue estrenada en mayo de 2006, inmediatamente después del final de la segunda temporada del formato original. A través de toda su emisión, los espectadores mantuvieron una respuesta positiva frente a la producción, la cual se evidenció en los altos números de sintonía que llegó a registrar. Finalmente, se posicionó en el cuarto lugar entre los programas de mejor audiencia de su año. En aquella ocasión, el público tuvo la oportunidad de ver en escena, por primera vez, a artistas como Andrés Hurtado (ganador del concurso) y Karol G, quien no alcanzó a llegar a la etapa de las galas en vivo.
Una segunda temporada fue planeada para el año 2007, con un ligero cambio en la mesa de jueces, ya que ante la imposibilidad de Juan Carlos Coronel de hacer parte de la misma, Wilfrido Vargas asumió su importante papel. En esta versión se dieron a conocer intérpretes internacionalmente famosos, de la talla de Camilo Echeverry y Greeicy Rendón.
Luego de 4 años de estar fuera del aire, en 2011 el Canal RCN decidió idear una edición más del formato, la cual fue ganada por Shaira Peláez, y donde saltaron a la fama cantantes como Salomé Camargo y Dylan Fuentes, los cuales se han desempeñado también en la actuación y la presentación.

## Equipo del programa

### Jueces
| Jurado              | Descripción                              | Estilo musical              | Temporadas |
| ------------------- | ---------------------------------------- | --------------------------- | ---------- |
| José Gaviria        | Productor, cantante y compositor         | Rock, Pop, Balada romántica | 1-3        |
| Marbelle            | Cantante y actriz                        | Tecnocarrilera              | 1-3        |
| Juan Carlos Coronel | Cantante, compositor y productor musical | Salsa, Bolero, Tropical     | 1, 3       |
| Wilfrido Vargas     | Cantante, músico y director de orquesta  | Merengue                    | 2          |

### Presentadores
| Presentador(a)   | Descripción                                            | Rol                    | Temporadas |
| ---------------- | ------------------------------------------------------ | ---------------------- | ---------- |
| Andrea Serna     | Presentadora de televisión, locutora de radio y modelo | Principal              | 1-3        |
| Cony Camelo      | Actriz, cantante y presentadora                        | Backstage              | 1-3        |
| Camilo Echeverry | Músico, cantante y compositor                          | Audiciones y backstage | 3          |

## Temporadas
Perteneciente a la categoría "Menores" (8-11s) 

     Perteneciente a la categoría "Mayores" (12-15s) 

     Perteneciente a la categoría "Grupos" 
| Temporadas | Inicio                   | Final                    | Ganador(a)       | Segundo lugar  | Segundo lugar | Segundo lugar   | Mentor ganador      | Presentador(a) | Presentador(a) en backstage | Jurados                                   | Audiencia (personas) |
| ---------- | ------------------------ | ------------------------ | ---------------- | -------------- | ------------- | --------------- | ------------------- | -------------- | --------------------------- | ----------------------------------------- | -------------------- |
| 1          | 24 de mayo de 2006       | 22 de agosto de 2006     | Andrés Hurtado   | Huellas        | Huellas       | Huellas         | Juan Carlos Coronel | Andrea Serna   | Cony Camelo                 | José Gaviria Marbelle Juan Carlos Coronel | 12.0                 |
| 2          | 19 de junio de 2007      | 28 de septiembre de 2007 | Camilo Echeverry | AN3            | AN3           | AN3             | José Gaviria        | Andrea Serna   | Cony Camelo                 | José Gaviria Marbelle Wilfrido Vargas     | 10.6                 |
| 3          | 13 de septiembre de 2011 | 20 de diciembre de 2011  | Shaira Peláez    | Salomé Camargo | Dylan Fuentes | Weyder Figueroa | José Gaviria        | Andrea Serna   | Cony Camelo                 | José Gaviria Marbelle Juan Carlos Coronel | 12.1                 |

### Primera temporada (2006)

#### Categorías
| Juan Carlos Coronel         | Marbelle      | José Gaviria   |
| 8-11s                       | 12-15s        | Grupos         |
| --------------------------- | ------------- | -------------- |
| Andrés Hurtado              | Jaider Macías | Huellas        |
| Aldemar Heredia             | Mariana Llano | Encanto        |
| Felipe Leon "Pipe"          | Oky Díaz      | Dueto Armónico |
| Juan José Quintero "Juanjo" | Beto Cuenca   | RK Kids        |
| Angie Catalina Toro         | Carlos Kandia | Piscis         |

#### Resultados generales
| Orden | Concursantes   | Semanas de concurso | Semanas de concurso | Semanas de concurso | Semanas de concurso | Semanas de concurso | Semanas de concurso | Semanas de concurso | Semanas de concurso | Semanas de concurso | Semanas de concurso | Semanas de concurso |
| Orden | Concursantes   | 1                   | 2                   | 3                   | 4                   | 5                   | 6                   | 7                   | 8                   | 9                   | 10                  | Final               |
| ----- | -------------- | ------------------- | ------------------- | ------------------- | ------------------- | ------------------- | ------------------- | ------------------- | ------------------- | ------------------- | ------------------- | ------------------- |
| 1     | Andrés         | Salvado             | Salvado             | Salvado             | Salvado             | Salvado             | Salvado             | Salvado             | Salvado             | Salvado             | Salvado             | Ganador             |
| 2     | Huellas        | Salvado             | Salvado             | Salvado             | Salvado             | Salvado             | Salvado             | Salvado             | Salvado             | Salvado             | Salvado             | Finalista           |
| 3     | Aldemar        | Salvado             | Salvado             | Salvado             | Salvado             | Salvado             | Salvado             | Salvado             | Riesgo              | Salvado             | Eliminado           |                     |
| 4     | Jaider         | Salvado             | Salvado             | Salvado             | Salvado             | Salvado             | Salvado             | Salvado             | Salvado             | Eliminado           |                     |                     |
| 5     | RK Kids        | Salvado             | Salvado             | Salvado             | Salvado             | Salvado             | Riesgo              | Riesgo              | Eliminado           |                     |                     |                     |
| 6     | Nicolle        | Riesgo              | Salvado             | Salvado             | Riesgo              | Riesgo              | Salvado             | Eliminado           |                     |                     |                     |                     |
| 7     | Encanto        | Salvado             | Riesgo              | Salvado             | Salvado             | Salvado             | Eliminado           |                     |                     |                     |                     |                     |
| 8     | Mariana        | Salvado             | Salvado             | Riesgo              | Salvado             | Eliminado           |                     |                     |                     |                     |                     |                     |
| 9     | Oky            | Salvado             | Salvado             | Salvado             | Eliminado           |                     |                     |                     |                     |                     |                     |                     |
| 10    | Dueto Armónico | Salvado             | Salvado             | Eliminado           |                     |                     |                     |                     |                     |                     |                     |                     |
| 11    | Pipe           | Salvado             | Salvado             | Eliminado           |                     |                     |                     |                     |                     |                     |                     |                     |
| 12    | Beto           | Salvado             | Eliminado           |                     |                     |                     |                     |                     |                     |                     |                     |                     |
| 13    | Angie          | Salvado             | Eliminado           |                     |                     |                     |                     |                     |                     |                     |                     |                     |
| 14    | Piscis         | Eliminado           |                     |                     |                     |                     |                     |                     |                     |                     |                     |                     |
| 15    | Carlos         | Eliminado           |                     |                     |                     |                     |                     |                     |                     |                     |                     |                     |

Clave de color
     Concursante ganador.
     Concursante finalista
     Concursante salvado.
     Concursante con riesgo de salir.
     Concursante eliminado.

### Segunda temporada (2007)

#### Categorías
| Marbelle          | José Gaviria            | Wilfrido Vargas |
| 8-11s             | 12-15s                  | Grupos          |
| ----------------- | ----------------------- | --------------- |
| Johan             | Yuliann Gómez           | ARL             |
| Ingrid            | Greeicy Rendón          | Gaitambú        |
| Salomé Quintero   | David Felipe Ramos Díaz | Manakín         |
| Mauro Julián Ríos | Liyen de Souza Suárez   | Impacto         |
| Danna             | Camilo Echeverry        | AN3             |

#### Resultados generales
| Participante | Categoría | Mentor          | Fecha                    |
| ------------ | --------- | --------------- | ------------------------ |
| Yuliann      | "Mayores" | José Gaviria    | 19 de julio de 2007      |
| Johan        | "Menores" | Marbelle        | 27 de julio de 2007      |
| Impacto      | "Grupos"  | Wilfrido Vargas | 3 de agosto de 2007      |
| Manakín      | "Grupos"  | Wilfrido Vargas | 10 de agosto de 2007     |
| Ingrid       | "Menores" | Marbelle        | 17 de agosto de 2007     |
| Gaitambú     | "Grupos"  | Wilfrido Vargas | 24 de agosto de 2007     |
| Liyen        | "Mayores" | José Gaviria    | 31 de agosto de 2007     |
| Greeicy      | "Mayores" | José Gaviria    | 7 de septiembre de 2007  |
| Mauro        | "Menores" | Marbelle        | 14 de septiembre de 2007 |
| Salomé       | "Menores" | Marbelle        | 21 de septiembre de 2007 |
| Danna        | "Menores" | Marbelle        | 21 de septiembre de 2007 |
| ARL          | "Grupos"  | Wilfrido Vargas | 25 de septiembre de 2007 |
| David        | "Mayores" | José Gaviria    | 28 de septiembre de 2007 |
| AN3          | "Grupos"  | Wilfrido Vargas | 28 de septiembre de 2007 |
| Camilo       | "Mayores" | José Gaviria    | 28 de septiembre de 2007 |

Clave de color
     Concursante ganador.

### Tercera temporada (2011)

#### Categorías
| José Gaviria                 | Juan Carlos Coronel   | Marbelle               |
| 8-11s                        | 12-15s                | Grupos                 |
| ---------------------------- | --------------------- | ---------------------- |
| Shaira Peláez                | Dylan Fuentes         | Los Ángeles de América |
| Sofía Ortiz                  | Nicolás Becerra Duque | Sol & Luna             |
| Laura Cardona                | Valeria Celis Zapata  | Resplandor             |
| Salomé Camargo Fadul         | Weider David Figueroa | Benítez Brothers       |
| Samuel Zuluaga               | Luis Eduardo Araque   | Almas Gemelas          |
| Mateo Giraldo Quintero "Teo" | Jesús Armando Pérez   | Encanto                |

#### Resultados generales
| Orden | Concursantes           | Semanas de concurso | Semanas de concurso | Semanas de concurso | Semanas de concurso | Semanas de concurso | Semanas de concurso | Semanas de concurso | Semanas de concurso | Semanas de concurso | Semanas de concurso | Semanas de concurso | Semanas de concurso |
| Orden | Concursantes           | 1                   | 2                   | 3                   | 4                   | 5                   | 6                   | 7                   | 8                   | 9                   | 10                  | 11                  | Final               |
| ----- | ---------------------- | ------------------- | ------------------- | ------------------- | ------------------- | ------------------- | ------------------- | ------------------- | ------------------- | ------------------- | ------------------- | ------------------- | ------------------- |
| 1     | Shaira                 | Salvado             | Salvado             | Salvado             | Salvado             | Salvado             | Salvado             | Salvado             | Salvado             | Salvado             | Salvado             | Salvado             | Ganador             |
| 2     | Salomé                 | Salvado             | Salvado             | Salvado             | Salvado             | Salvado             | Salvado             | Salvado             | Salvado             | Salvado             | Salvado             | Salvado             | Finalista           |
| 2     | Dylan                  | Salvado             | Salvado             | Salvado             | Salvado             | Salvado             | Nominado            | Salvado             | Salvado             | Salvado             | Riesgo              | Salvado             | Finalista           |
| 2     | Weider                 | Salvado             | Salvado             | Salvado             | Salvado             | Salvado             | Salvado             | Salvado             | Nominado            | Salvado             | Salvado             | Salvado             | Finalista           |
| 5     | Luis Eduardo           | Salvado             | Nominado            | Nominado            | Nominado            | Nominado            | Salvado             | Riesgo              | Salvado             | Nominado            | Nominado            | Salvado             | Eliminado           |
| 6     | Laura                  | Salvado             | Salvado             | Salvado             | Nominado            | Nominado            | Nominado            | Salvado             | Salvado             | Nominado            | Salvado             | Eliminado           |                     |
| 7     | Almas Gemelas          | Nominado            | Salvado             | Salvado             | Salvado             | Nominado            | Riesgo              | Nominado            | Nominado            | Riesgo              | Nominado            | Eliminado           |                     |
| 8     | Benítez Brothers       | Salvado             | Salvado             | Salvado             | Salvado             | Salvado             | Salvado             | Nominado            | Salvado             | Salvado             | Salvado             | Eliminado           |                     |
| 9     | Jesús                  | Regresa             | Salvado             | Salvado             | Salvado             | Salvado             | Salvado             | Nominado            | Salvado             | Salvado             | Eliminado           |                     |                     |
| 10    | Nicolás                | Salvado             | Salvado             | Nominado            | Salvado             | Nominado            | Nominado            | Nominado            | Riesgo              | Eliminado           |                     |                     |                     |
| 11    | Teo                    | Regresa             | Salvado             | Salvado             | Salvado             | Salvado             | Salvado             | Salvado             | Eliminado           |                     |                     |                     |                     |
| 12    | Valeria                | Nominado            | Nominado            | Salvado             | Nominado            | Salvado             | Nominado            | Eliminado           |                     |                     |                     |                     |                     |
| 13    | Sol & Luna             | Salvado             | Nominado            | Riesgo              | Riesgo              | Riesgo              | Eliminado           |                     |                     |                     |                     |                     |                     |
| 14    | Sofía                  | Salvado             | Salvado             | Nominado            | Nominado            | Eliminado           |                     |                     |                     |                     |                     |                     |                     |
| 15    | Resplandor             | Nominado            | Riesgo              | Nominado            | Eliminado           |                     |                     |                     |                     |                     |                     |                     |                     |
| 16    | Samuel                 | Nominado            | Nominado            | Eliminado           |                     |                     |                     |                     |                     |                     |                     |                     |                     |
| 17    | Los Ángeles de América | Riesgo              | Eliminado           |                     |                     |                     |                     |                     |                     |                     |                     |                     |                     |
| 18    | Encanto                | Eliminado           |                     |                     |                     |                     |                     |                     |                     |                     |                     |                     |                     |

Clave de color
     Ganador: El concursante llegó hasta la gala final y obtuvo la mayor votación, convirtiéndose en el ganador.
     Finalista: El concursante llegó hasta la gala final, pero no logró ser el ganador.
     Regresa: El concursante fue elegido en la primera semana para reingresar y participar en las galas.
     Salvado: El concursante obtuvo una votación favorable y continúa en el programa.
     Nominado: El concursante quedó nominado en los primeros resultados y debe participar en la gala de resultados.
     Riesgo: El concursante obtuvo la menor votación en la gala de resultados, por lo tanto, quedó en riesgo de salir.
     Eliminado: El concursante fue eliminado.
Notas
1. ↑  Por decisión de la producción en la primera semana reingresó al programa el concursante más votado entre los eliminados en el filtro final de los campos de entrenamiento de cada categoría. Los concursantes que reingresaron fueron Jesús, Teo y Encanto.
2. ↑  Por decisión de la producción el número de nominados se redujo a cuatro ya que el número de participantes era mucho menor al inicial.
3. ↑  Por decisión de la producción fueron suprimidos los conciertos en las galas de resultados, así el eliminado pasa a ser el concursante que recibas menos votos del público y no el que decida el jurado.
4. ↑  Esta semana hubo tres galas de resultados, por esta razón hubo tres eliminados.

## Categorías
Cada miembro del jurado recibe una categoría para guiar y elige un número de candidatos (generalmente cinco) para ir a las galas en vivo. La siguiente tabla muestra cada temporada, las categorías que hicieron parte de ella y los respectivos ganadores.
Clave:
     – Jurado / categoría ganadora. Los ganadores están en negrita.
| Temporada | José Gaviria                                                                              | Marbelle                                                                               | Juan Carlos Coronel                                                                        |
| --------- | ----------------------------------------------------------------------------------------- | -------------------------------------------------------------------------------------- | ------------------------------------------------------------------------------------------ |
| 1         | Grupos Huellas Encanto Dueto armónico RK Kids Piscis                                      | 12-15s Jaider Mariana Oky Beto Carlos                                                  | 8-11s Andrés Hurtado Aldemar Nicolle Juanjo Angie                                          |
| Temporada | José Gaviria                                                                              | Marbelle                                                                               | Wilfrido Vargas                                                                            |
| 2         | 12-15s Camilo Echeverry David Greeicy Yuliann Liyen                                       | 8-11s Danna Salomé Mauro Ingrid Johan                                                  | Grupos AN3 ARL Gaitambú Manakín Impacto                                                    |
| Temporada | José Gaviria                                                                              | Marbelle                                                                               | Juan Carlos Coronel                                                                        |
| 3         | 8-11s Shaira Peláez Salomé Camargo Laura Cardona Sofía Ortiz Mateo Giraldo Samuel Zuluaga | Grupos Benítez Brothers Almas Gemelas Sol y Luna Resplandor Ángeles de América Encanto | 12-15s Weider Figueroa Dylan Fuentes Luis Araque Nicolás Fuentes Jesús Pérez Valeria Celis |

## Premios y nominaciones

### Premios India Catalina
| Año  | Categoría                                                    | Nominado(a)                       | Resultado |
| ---- | ------------------------------------------------------------ | --------------------------------- | --------- |
| 2007 | Mejor nuevo formato                                          | Mejor nuevo formato               | Nominado  |
| 2012 | Mejor programa de entretenimiento                            | Mejor programa de entretenimiento | Nominado  |
| 2012 | Mejor programa concurso                                      | Mejor programa concurso           | Nominado  |
| 2012 | Mejor animador o presentador de programas de entretenimiento | Andrea Serna                      | Ganadora  |

### Premios TVyNovelas
| Año  | Categoría                            | Nominado(a)                       | Resultado |
| ---- | ------------------------------------ | --------------------------------- | --------- |
| 2008 | Mejor programa reality o concurso    | Mejor programa reality o concurso | Ganador   |
| 2012 | Mejor programa reality o concurso    | Mejor programa reality o concurso | Nominado  |
| 2012 | Mejor presentador de entretenimiento | Andrea Serna                      | Nominada  |